# Die Traktor
Die Traktor (vormals The Fisheads) ist eine deutsche Punkrock-Band. Die Gruppe arbeitet hauptsächlich mit deutschen Texten. Gegründet wurde sie 1997 von Arne Schneider und Carsten „Herr Ebu“ Olbrich.

## Namensgebung
In der Mitte der 1990er Jahre, als sich die Band noch The Fishheads nannte, spielten sie ein Konzert in einer amerikanischen Kaserne. Als Bühne diente damals ein von einem Traktor gezogener alter Anhänger. Aufgrund der Sprachbarriere wurde die Band von den amerikanischen GI’s als „Die Jungs mit die Traktor“ bezeichnet. Da man sowieso von englischen auf deutsche Texte umsatteln wollte, nahm man den Namen an und benannte die Band in Die Traktor um.

## Musikstil
Die Traktor machen Punkrock mit deutschen Texten. Anfangs spielte die Band hauptsächlich lustige Texte wie Eisbär, 007 oder Poppen. Später kamen auch melancholischere Songs hinzu wie „Bevor ich sterbe“ oder „70/30“, wobei meistens auch dort eine gewisse Ironie enthalten ist. Auf den neueren Veröffentlichungen klingen auch gesellschaftskritische Themen, teilweise sogar mit politischem Bezug, an, wie zum Beispiel in den Songs Labelcode, Linksrotation oder Das Projekt. Von der Musikpresse werden Die Traktor häufig mit den Toten Hosen und den die ärzte in Verbindung gebracht.

## Arne und die Strümpfe
2018 brachten Die Traktor erstmals ein Punkrockmusical für Kinder auf den Markt. Unter dem Namen „Arne und die Strümpfe“ interpretieren sie klassische Kinderlieder auf rockige Art und Weise. Neben den Kinderliedern im punkrockigen Stil ist auf den Alben eine Märchenerzählung. Auf Grund des großen Erfolgs des ersten Teils, wurde 2021 „Arne und die Strümpfe 2“ veröffentlicht.

## Ablehnung der Musikindustrie
Die Traktor lehnen Musiklabels kategorisch ab. Sie produzieren und vertreiben alle ihre Veröffentlichungen selbst. Die ablehnende Haltung gegenüber der Musikindustrie zeigt sich deutlich im Song „Labelcode“. Dort heißt es im Refrain „Wir scheißen auf den Labelcode“. Die Band kritisiert die Kommerzialisierung von Musik und die Einmischung der Labels in die musikalische Freiheit der Bands sowie die geringe Gewinnbeteiligung von kleineren Bands.

## Diskografie / Videos
- EP: thanksgiving (1997)
- EP: Schlaflos (2001)
- EP: Wieder Zuhause (2004)
- Single: Sommersong (2005)
- EP: Harter Tobak (2005)
- Album: Debut (2008)
- Single: Du (2009)
- Album: Helden (2012)
- Album: Arne und die Strümpfe (2018)
- Album: Arne und die Strümpfe 2 (2021)
- Single: Höllisch gute Freunde (feat. Jochen Till) (2022)

Das Video zur Single Du entstand zusammen mit dem Fanclub.
Mitglieder des Fanclubs wirkten als Statisten in den Konzertszenen des Videos mit.